# Květa Pacovská
Květa Pacovská (28. července 1928 Praha – 6. února 2023) byla česká malířka, sochařka, ilustrátorka, grafička, typografka a pedagožka.

## Život

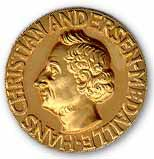
Cena Hanse Christiana Andersena 1992

Květa Pacovská maturovala roku 1947 na Státní grafické škole v Praze, a poté pokračovala ve studiu na Vysoké škole uměleckoprůmyslové v Praze. Pod vedením profesora Emila Filly zde studovala obor monumentální malba. Studium ukončila roku 1952 a začala pracovat jako ilustrátorka dětských knih a časopisů. Jejím životním partnerem se stal Milan Grygar, jeden z našich nejvýznamnějších grafických designérů. Jejich děti jsou rovněž umělecky založené – syn Štěpán je fotografem a syn Ondřej grafikem.
Díky svým originálním knižním ilustracím se postupně stala jednou z nejznámějších světových ilustrátorek. Její ilustrace jsou nezaměnitelné, vyznačují se smyslem pro hravost, pro experiment a vtip, a překypují výtvarnou a typografickou fantazií. Své práce vystavovala na mnoha společných i autorských výstavách doma i v zahraničí a obdržela za ně celou řadu významných mezinárodních ocenění, především Cenu Hanse Christiana Andersena, kterou jí za ilustrace roku 1992 udělilo Mezinárodní sdružení pro dětskou knihu (International Board on Books for Young People, IBBY), a cenu za nejkrásnější knihu světa Goldene Letter (Zlatá litera), kterou obdržela roku 1993 za knihu Papier Paradise, vytvořenou jako poctu osobnosti Kurta Schwitterse.
V letech 1992–1994 působila jako hostující profesor na Vysoké škole umění (Hochschule der Künste) v Berlíně a v roce 1998 na britské Kingston University. Roku 1999 jí byl udělen čestný doktorát Honorary Doctor of Design na Kingston University ve Velké Británii. V letech 1995 až 1997 realizovala projekt zahrady v Chihiro Art Museu Azumino v Japonsku. Je rovněž známá jako tvůrkyně experimentálních autorských knih pro děti i pro dospělé, které s velkým úspěchem vyšly již ve více než dvaceti zemích světa (kromě Evropy i v USA, Japonsku a v Číně), a byly publikovány česky, slovensky, německy, anglicky, japonsky, francouzsky, italsky, španělsky, portugalsky, dánsky, finsky, nizozemsky, korejsky a čínsky. 
Zemřela 6. února 2023. 

## Dílo

### Z knižních ilustrací
- Vladimír Stuchl: Pojďte s námi na výlet (1962)
- Carl Sandburg: Pohádky z bramborových řádků (1965)
- Jurij Brězan: Velká dobrodružství malého kocourka (1966)
- Josef Hanzlík: Sněhová hvězdička (1966)
- William Golding: Pán much (1968)
- Branka Jurcová: Karlička a bílý koník (1968)
- Ota Hofman: Hodina modrých slonů (1969)
- Bílé vrány aneb pojďte si vymýšlet (1971)
- Květuše Hyršlová: Alan v Anglii (1971)
- Marie Nováková: Ostrůvek Zelená bota (1974)
- Ludwik Jerzy Kern: O bílém slonu (1977)
- Karel Konrád: Rozchod (1978)
- Michael Ende: Děvčátko Momo a ukradený čas (1979)
- Jaroslav Hovorka: Oranžová noc (1984)
- Katalin Nagyová: Jednička z provázku (1984)
- Daniel Hevier: Nevyplazuj jazyk na lva (1986)
- Josef Hanzlík: Pimpilim pampam (1988)
- Alena Martínková: Muzikanti, co děláte (1988)
- Josef Hanzlík: Princ a malá princezna (1989)
- Pavel Šrut: Kočičí král (1989)
- Ilja Hurník: Jak se hraje na dvoře a jiné muzikantské pohádky (1989)
- Jiří Kahoun: Ze zahrádky do zahrádky (1989)
- Bohumil Říha: Tajemná píšťala (1990)
- Ilja Hurník: Písničky s flétnou (1998)
- ANDERSEN, Hans Christian. Das Mädchen mit den Schwefelhölzchen. Zürich: Minedition, 2019. 15 s. ISBN 978-3865663641. (německy)

### Vlastní knihy
- Svět pohádek bratří Grimmů (1984)
- Das Tier mit den Funkelaugen (1990)
- Der kleine Blumenkönig (1991)
- Mitternachtsspiel (1992)
- Grün-rot-alle: Ein Farbenspielbuch (1992)
- Eins, fünf, viele (1992)
- Couleur, couleurs: le livre-jeu des couleurs (1993)
- Papier Paradise (1993)
- Rund und eckig: ein Formenspielbuch (1994)
- Tour à tour (1995)
- Jamais deux sans trois (1996)
- Alphabet (1996)
- La fleur sans couleur (1998)
- PACOVSKÁ, Květa. Maximum Contrast. Praha: Galerie hlavního města Prahy, 2015. 147 s. ISBN 978-80-7010-112-4.
- PACOVSKÁ, Květa. Oiseaux. Paris: Éditions des Grandes Personnes, 2018. 54 s. ISBN 978-2-36193-506-1. (francouzsky)

## Výstavy (výběr)
- 1961 Galerie Karlovo náměstí, Praha
- 1970 Galerie Hollar, Praha
- 1982 Galerie Albatros, Praha
- 1985 Dom kultúry, Bratislava
- 1986 Internationale Jugendbibliothek, Mnichov
- 1989 Galerie Umění knihy, Praha
- 1990 Chihiro Art Museum, Tokio
- 1991 Moravská galerie, Brno
- 1992 Galeria d'Arte Moderna, Bologna
- 1993 Haus am Lützowplatz, Berlín
- 1994 Salon du Livre, Montreuil
- 1994 Literaturhaus, Frankfurt nad Mohanem
- 1995 Daimaru Museum, Ósaka
- 1996 Fukuyama Museum, Tokio
- 1996 Salon du livre, Montreuil
- 1996 Internationale Jugendbibliothek, Mnichov
- 1997 Galerie Fondation M. von Cronenbold, Paříž
- 1997 Bibliotheque de Laxou; Stadtbibliothek, Lipsko
- 1998 Spazzio Saint Rocco, Padova
- 1998 Coningsby Gallery, Londýn
- 1999 Palazzo Agostinelli, Bassano del Grappa
- 1999 Galerie Mánes, Praha
- 2000 Künstlerhaus, Saarbrücken
- 2000 České centrum Paříž
- 2000 Galerie l'Ancienne Poste, Calais
- 2000 Galerie Cranach Haus, Wittenberg
- 2001 Galerie a nakladatelství Aulos, Praha
- 2001 Fondation M. von Cronenbold, Paříž
- 2001 Galerie Gambit, Praha
- 2004 Museum Kampa, Praha
- 2009 Galerie Hollar, Praha
- 2010 Galerie Smečky, Praha
- 2019 Utíkejte na konec, Galerie hlavního města Prahy, Colloredo-Mansfeldský palác, 2. 10. 2019 – 1. 3. 2020, kurátorka: Hana Larvová[7]

## Ocenění (výběr)
- 1965 Grand Prix, Bienále ilustrácií Bratislava
- 1983 Zlaté jablko, Bienále ilustrácií Bratislava
- 1988 Grand Prix, Premi Catalonia d'illustració, Barcelona
- 1991 Deutscher Jugendliteraturpreis, Mnichov
- 1991 Die Schönsten Bücher Österreichs, Vídeň
- 1992 Cena Hanse Christiana Andersena, IBBY
- 1993 Stříbrný štětec, Amsterdam
- 1993 Zlatá litera, Frankfurt nad Mohanem/Lipsko
- 1993 Cena za grafiku, Bologna
- 1993 Critici in Erba, Bologna
- 1995 Die schönsten deutscher Bücher, Frankfurt nad Mohanem
- 1996 Die schönsten deutschen Bücher, Frankfurt nad Mohanem
- 1997 Grand Prix, Möbius International des Multimedias, Paříž
- 1997 Cena Johanna Gutenberga, Lipsko
- 1998 První cena v kategorii CD-ROM, Asahi šimbun, Japonsko
- 1998 Cena Sony Electronic Book MEBIC
- 1998 Zvláštní cena Bologna Ragazzi
- 1999 Premio ANDERSEN 1999, Liberia dei ragazzi di Milano
- 1999 Cena Milia d'Or, Cannes
- 1999 Grand Prix, Ósaka Multimedia Awards
- 1999 Čestné uznání, Salon du livre et de la presse jeunesse, Montreuil
- 1999 Čestný diplom, Rakouská cena za dětskou knihu, Vídeň
- 1999 Cena pro nová média, Bologna
- 1999 Cena 145 Luchs, Die Zeit & Radio Bremen
- 1999 Čestný doktorát od Kingston University, Velká Británie
- 2000 Grand Prix, Möbius International des Multimedias, Paříž
- 2000 Cena pro nová média za CD-ROM, Bologna
- 2000 Multimedia Grand Prix, Tokio
- 2000 Cena kritiků, Mezinárodní bienále, Brno
- 2000 První cena, CINEKID 2000, Amsterdam
- 2001 Cena Vladimíra Boudníka, Praha
- 2019 Czech Grand Design – Síň Slávy, Praha
- 2023  Medaile Za zásluhy 1. stupně, udělil prezident Petr Pavel